# ベン・スウィフト
ベン・スウィフト（Ben Swift、1987年11月5日 - ）は、イングランド、ロザラム出身の自転車競技（ロードレース）選手。
いとこにアルケア・サムシックに所属するサイクルロードレース選手のコナー・スイフトがいる。

## 経歴
2007年、バルロワールドとトレーニー契約を結ぶ。
- ツアー・オブ・ブリテン 山岳賞

2008年
- ロードレース世界選手権・U23個人ロードレース 4位

2009年、チーム・カチューシャと契約を結びプロ転向。
- ジロ・デ・イタリア 総合132位

2010年、チーム・スカイに移籍。
- トラックレース世界選手権・団体追抜 2位
- ツール・ド・ピカルディ 総合優勝

2011年
- ツアー・ダウンアンダー
  - 総合3位
  - 区間2勝(第2、6)
- ツール・ド・ロマンディ 区間1勝(第5)

2012年
- トラックレース世界選手権
  -  スクラッチ 優勝。
  - ポイントレース 2位
  - マディソン 2位
- ツール・ド・ポローニュ
  - ポイント賞
  - 区間2勝(第2、5)

2014年
- セッティマーナ・インテルナツィオナーレ・ディ・コッピ・エ・バルタリ ポイント賞(第1、2ステージ優勝)
- ミラノ～サンレモ 3位
- バスク一周 区間優勝(第5ステージ)

2015年
- セッティマーナ・インテルナツィオナーレ・ディ・コッピ・エ・バルタリ ポイント賞(第2ステージ優勝)

2016年
- ブエルタ・ア・アンダルシア ポイント賞
- ミラノ～サンレモ 2位

2019年
- イギリス選手権　個人ロードレース 優勝

2021年
- イギリス選手権　個人ロードレース 優勝